# Borneodendron aenigmaticum
Borneodendron aenigmaticum är en törelväxtart som beskrevs av Airy Shaw. Borneodendron aenigmaticum ingår i släktet Borneodendron och familjen törelväxter. Inga underarter finns listade i Catalogue of Life.